# 抗がん剤
抗がん剤（こうがんざい、英語: Anticancer drug）とは、悪性腫瘍（がん）の増殖を抑えることを目的とした薬剤である。抗癌剤、抗悪性腫瘍剤、制癌剤とも表記される。
がんの三大治療である手術、化学療法、放射線療法のうち化学療法に入る。

## 歴史
抗がん剤の起源は、第一次世界大戦、第二次世界大戦で使用された化学兵器・毒ガスのマスタードガス（イペリット、ナイトロジェンマスタード、とも呼ばれる）である。第2次世界大戦中の1943年末、イタリアの基地バーリ港に停泊していたアメリカの輸送船がドイツ軍の爆撃を受けて、積んでいた大量のマスタードとナイトロジェンマスタードが漏出し、連合軍兵士たちが大量に浴びた。翌朝、兵士たちは目や皮膚を侵され、重篤な患者は血圧低下とショックを起こし、それに白血球の値が激減するなどして、617人中83名の兵士が死亡した。この事故の経験から、マスタードガスの研究が始まり、抗がん剤の治療薬の開発が生まれた。マスタードガスという化学物質は、その後の研究で、白血病という血液のがんを死滅させる効果があることがわかり、さらに改良されて抗がん剤として使われるようになった。

## 作用機序
抗がん剤の作用機序としては、DNA合成阻害、細胞分裂阻害、DNA損傷、代謝拮抗、栄養阻害などがある。
腫瘍細胞はいくつかの種類のものが混在しており、さらに耐性を得やすい。抗がん剤の持つ毒性のため投与量に制限があることが多く、単剤投与は失敗に終わることが多いため、一般に多剤併用療法となる。多剤併用療法であっても、やみくもに組み合わせればよいというものではなく、いくつかの重要な経験則がある。標的とする分子が異なる薬物、有効とされる細胞周期の時期が異なる物質、用量規定毒性が異なる薬物を併用するのが一般的である。さらにできるだけ相乗効果（シナジー）を得られる投薬を工夫する。このようにすることで、結果として最小の毒性で最大の結果が得られると考えられている。また、近年は支持療法の進歩で、多くの抗がん剤において最大耐容量をさらに増やすことができるようになったということが注目に値する。G-CSFの投与によって骨髄抑制の回復を図る時間を短く取ることができ、アロプリノールの投与によって、腫瘍融解症候群を抑制し、全身合併症を減少させることができるようになった。フォリン酸（ロイコボリン）の投与によってメトトレキサートの大量投与が可能になった。またフォリン酸とフルオロウラシルの併用がフルオロウラシル単独投与よりも治療効果が高いということも分かってきた。また急性嘔吐の治療薬が開発されることにより、治療中も食事摂取が可能な場合が増えてきたといったことが挙げられる。
感染症治療と抗がん剤投与が原理がほぼ同じであるため、感染症学で多用されるPD（薬力学）、PK（薬物動態学）といった概念は腫瘍学でも有効であり、抗がん剤にもシナジーは存在し、脳腫瘍では血液脳関門があるため使用薬剤は制限される。抗菌薬投与で髄液移行性が問題となったように、脳腫瘍に有効な抗がん剤は極めて少ない。非ホジキンリンパ腫は基本的にR-CHOP療法で治療されることが多いが、病変が脳の場合はR-CHOP療法は有効でなく、シタラビン大量療法 (HD-AraC) やメトトレキサート療法 (HD-MTX) といった治療が選択される。
がん細胞は細胞周期が速く進む（分裂が速い）といったところを標的にすることが多いが、アポトーシス感受性の違いも重要なターゲットとなる。細胞周期がターゲットとなると、骨髄や消化管上皮、毛包といった細胞周期が早い正常細胞も攻撃される。抗がん剤で必発と言われる症状は骨髄抑制、悪心、脱毛である。

### 細胞周期と抗がん剤
前述のように、抗腫瘍薬は異なる細胞周期に働きかけるもの、用量規定因子が異なるもの、作用する部位が異なりシナジーを得られるものを組み合わせて作られている。ある程度の理論的背景は存在する（ただし、薬剤が実際に有効なのか、あるいは効果がないのかという点については、実際に疫学的な調査を行ってみるまで判らない。つまり根拠に基づく医療によってなされなければならない。）。
細胞周期はDNAを合成するS期、有糸分裂をするM期に分かれる。細胞が分裂し、DNAの合成が始まるまでをgap1 (G1) といい、DNAの合成が終了し有糸分裂が始まるまでをgap2 (G2) という。これらはサイクリンとサイクリン依存性キナーゼによって調節されており、これらを監視する系に数多くのがん抑制遺伝子が存在する。原則としてはアルキル化薬は細胞周期非依存性に働き、それ以外は何かしら周期に特異的に働く。傾向としてステロイドはG1に働き、代謝拮抗薬やトポイソメラーゼ阻害薬はDNA合成のS期に働く、ビンカアルカロイド系など微小管機能阻害薬はM期に働く。基本的に用量規定因子は骨髄抑制であることが多く、それゆえに骨髄機能を温存するために間欠的スケジュールで投与する場合が多い。

### 抗がん剤使用と体重
抗がん剤使用には、体重減少率が非常に重要である。BMI22を標準体重とした場合、太り気味の患者が20箇月生きられる場合でも痩せすぎの患者では3 - 5箇月しか生きられない。また、太り気味の患者でも体重減少率が15%以上など大きな場合は予後が悪い。痩せすぎの患者の場合は、抗がん剤の使用に耐えられない場合がある。抗がん剤の使用で体重の減少が起こる。体重減少が激しい患者では、新薬が出ても使用に耐えられない場合が多く、体重維持は非常に重要である。また、高血圧の患者では抗がん剤の使用で立ちくらみが起こりやすい。体重減少で過度に降圧剤が効きすぎ、立ちくらみが起こる。高血圧の治療にダイエットや減塩があるが、抗がん剤使用中には共に無意味である。

### 耐性変異がん細胞
がん細胞は総量が問題となり、がん細胞が1兆個を超えてくるとやがて死に至る。抗がん剤はその総量を減らすことができる。ここで問題となるのは、耐性変異がん細胞で、がんの総量が多くなればなるほど、耐性変異がん細胞が増える。このため、総量を抑えることが重要で、ステージの低いがんでは手術で取り去ることができる。しかし、ステージ4では手術で取り切れないため、目に見えないがん細胞に効果的な薬物療法が決め手となる。薬物療法では、その抗がん剤に弱いがん細胞が減って腫瘍の大きさが縮小する。しかし、その薬剤に強いがん細胞は残る。それが再増殖すると今までの抗がん剤が無効となっているため、同じ抗がん剤で治療を続けてもがんは大きくなる。再度縮小させるためには、耐性のない別系統の抗がん剤が必要となる。このため、様々な系統の抗がん剤が使えることが生存期間延長に重要となる。しかし、最初に効きやすい抗がん剤を使用するため、2番手、3番手の抗がん剤は効きにくいことが多い。これは初期には体力が残っている患者が多いため、最初に強めの抗がん剤を使用するのが治療現場では一般的だからである。薬物療法で肝心なのは体力であり、胃がんでは2次治療に移行できる患者は6割と言われている。このため高齢者は不利である。また、高齢者ではがん治療ガイドライン通りに行うとあだとなることもある。これはガイドラインは70歳以下の人を基準に作られているためである。このため、がん関連学会で高齢者のがん治療についての指針を作ろうとしているが、多くのがん治療医には浸透していない。治療医の多くが新薬治療に目を奪われ、ついていくのが精いっぱいで高齢者の治療ノウハウをまで手が回らないという現実がある。

## 種類
主な抗がん剤は以下に大別される。DNA合成あるいは何らかのDNAの働きに作用し、作用する細胞周期をもって分類する。この項では抗がん剤の類縁物質は抗がん剤として使われない薬物でも記載する。傾向としては抗菌薬の類縁物質は抗がん剤としても利用可能なことが多い。
- アルキル化薬 (alkylating agents)
- 白金化合物
- 代謝拮抗剤 (anti-metabolites)
- トポイソメラーゼ阻害薬
- 微小管阻害薬
- 抗生物質

### アルキル化薬
アルキル化薬は細胞内条件下で、種々の電気陰性基をアルキル化することからその名称がつけられた。アルキル化剤は直接DNAを攻撃して二重鎖のグアニン塩基同士を架橋することで腫瘍の増殖を停止させる。架橋によりDNAは一本鎖になったり分離することができなくなる。二重鎖が解けることはDNAの複製に必須のため、細胞はもはや分裂することができなくなる。

#### ナイトロジェンマスタード類（マスタードガスから誘導されたもの）
- シクロホスファミド（CPA、エンドキサン）
- イホスファミド（IFM、イホマイド）
- メルファラン（L-PAM、アルケラン）
- ブスルファン
- チオテパ（TEPA、テスパミン）

これらはアルキル基を有する求電子性分子であり、このアルキル基がDNAの求核性部位との間に共有結合を形成する。これによりDNAを周期非特異的に傷害する。最もよく使われるのがシクロホスファミドであるが、用量規定毒性は骨髄抑制である。有名な副作用に出血性膀胱炎があるが、メスナ（ウロミテキサン）にて予防がある程度可能である。また、シクロホスファミドを始めとするアルキル化薬は免疫抑制薬として用いられることもある。この場合は抗腫瘍薬としてよりも低用量である。

#### ニトロソウレア類
- ニムスチン（ACNU、ニドラン）
- ラニムスチン（MCNU、サイメリン）
- ダカルバジン（DTIC、ダカルバジン）
- プロカルバジン（PCZ、塩酸プロカルバシン）
- テモゾロマイド（TMZ、テモダール）
- カルムスチン（BCNU、ギリアデル）
- ストレプトゾトシン（STZ、ザノサー）
- ベンダムスチン（トレアキシン）

いずれも悪性リンパ腫や慢性骨髄性白血症で用いられることがある。ニトロソウレア類は中枢神経の移行もよく、脳腫瘍に用いられることがある。

### 白金化合物
- シスプラチン（CDDP、ブリプラチン）
- カルボプラチン（CBDCA、パラプラチン）
- オキサリプラチン（L-OHP、エルプラット）
- ネダプラチン（CDGP、アクプラ）

用量規定因子は腎毒性があり、この他に悪心、嘔吐といった消化管症状もよく見られる。カルボプラチンはシスプラチンの腎毒性を軽減し、抗腫瘍効果も同等であることから、シスプラチンに置き換わって使用される傾向がある。オキサリプラチンは大腸癌・直腸癌に有効性が示されている。よく知られている副作用に末梢神経障害があり、FOLFOXの患者にしばしば起きる。

### 代謝拮抗剤
代謝拮抗剤 (anti-metabolites) はDNAの構成要素のプリンやピリミジンのイミテーションであり、（細胞周期の）S期にDNAへのプリンやピリミジンの取り込みを防止する。それにより、正常な増殖や分裂は停止する。重要な代謝拮抗剤の代表として5-フルオロウラシル (5-FU) が挙げられる。

#### 葉酸代謝拮抗薬
葉酸は1炭素単位の移動（C1代謝という人もいる）を含む多くの酵素反応に関与するビタミンである。これらの反応はDNAとRNAの前駆体、グリシン、メチオニン、グルタミン酸といったアミノ酸、ホルミルメチオニンtRNAや他の重要な代謝産物の生合成に重要な反応である。植物は自ら生合成するが人は生合成することができず経口摂取する。しかし、DHF、THF、MTHFの変換といった代謝は行われているので、その部位をターゲットとした場合、葉酸代謝阻害薬でヒト細胞も傷害できる。
ジヒドロプテロイン酸シンターゼ阻害薬
これは葉酸の生合成経路の阻害であるので、細菌に対して選択毒性を持つ。抗腫瘍薬では用いることはない。ST合剤に含まれるサルファ剤がこれにあたる。スルホンアミド系薬物とスルホン系薬物というものに分類されることが多い。スルホンアミド系薬物としてはスルファジアジンとスルファメトキサゾールが挙げられる。スルファメトキゾールはバクタやバクトラミンといったST合剤にも含まれている。スルホンアミド系薬物は血清アルブミンとの結合部位をめぐりビリルビンと競合するので、新生児黄疸の原因となる。スルホン系薬物にはジアフェニルスルホンなどがあり、ハンセン病の治療に適応があるが、約5%の患者で投与後にメトヘモグロビン血症を起こすので使いにくく、あまり馴染みがない。
ジヒドロ葉酸レダクターゼ阻害薬（DHFR阻害薬）
これは抗菌薬としても抗腫瘍薬としても免疫抑制薬としても用いられることがある薬である。メソトレキセート (MTX)、トリメトプリム、ピリメタミンという3つの薬が重要である。トリメトプリムはバクタやバクトラミンといったST合剤に含まれている抗菌薬である。尿中にそのままの形で排出されることから尿路感染症の治療で使いやすい。ピリメタシンは抗寄生虫薬として使われることが多く、何といってもトキソプラズマ症に効果的な唯一の治療薬である。スルファジアジンとの併用でシナジーを得るので非常に良い治療ができるのだが、日本ではスルファジアジンが適応外である。ピリメタシン自体でもマラリアに対して有効であるが、近年、耐性が問題となっている。さて、ここで気がつくのだが、トリメトプリム、ピリメタシンは抗腫瘍薬としては全く用いられない。DHFR阻害薬はテトラヒドロ葉酸の細胞内供給を決定的に不足させ、結果的にプリンとチミジンの新たな合成停止させることによってDNA合成とRNA合成を阻害する。DNA合成が停止するため細胞はS期で停止させられる。この理屈ではバクタ投与ではもっと激しい副作用が出てもよさそうである。しかしそれが出ない。サンフォードガイドでは尿路感染症 (UTI) の第一選択はST合剤となっているほど安全な薬物である。実は細菌、原虫、ヒトではDHFRのアイソフォームが異なるため選択毒性が働いているのである。メソトレキセートはアイソフォームに関係なく阻害する。がん細胞の方が分裂回数が多いから選択毒性になるとかつては考えられたが、S期に止まるだけなら大した効果は上がらないはずである。現在ではメソトレキセート投与は腫瘍細胞をアポトーシスに導き、正常細胞をアポトーシスに導かないということが選択毒性となっていると考えられている。すなわち、p53やBcl-2のようなアポトーシス制御蛋白に変異があるとメソトレキセート耐性となってしまうのである。もちろん、分裂回数はある程度の関係はしていて消化管粘膜や骨髄抑制は出現する。HD-MTX療法はフォリン酸（=ホリナート）救援療法によって普及した。機序は不明な点が多いが、メソトレキセート投与後数時間後にフォリン酸（ロイコボリン）を投与することで正常細胞を救援することができる。HD-MTXの投与量はフォリン酸救援療法（ロイコボリンレスキュー療法）を行わければ致死的であるので注意が必要である。メソトレキセート、シタラビンと同様血液脳関門 (BBB) を透過性のある数少ない薬物の一つである。中枢神経DLBCLにおいては非常に頼りになる。血液疾患の他には乳癌、肺癌、頭頸部癌、絨毛癌にも適応がある。葉酸は胎児細胞の適切な分化と神経管の閉鎖のために重要であるため、DHFR阻害剤の胎児への投与は禁忌である。近年はメソトレキセート単剤、もしくはプロスタグランジン類似物質のミソプロストールとの併用で妊娠中絶薬として臨床試験が行われている。

#### ピリミジン代謝阻害薬
チミジル酸シンターゼ阻害薬
これはフルオロウラシル (5-FU) とフロロピリジン系抗真菌薬であるフルシトシン（5-FC、アンコチル）が含まれる。フルオロウラシルは乳癌や消化管の癌、皮膚の前悪性角化症や表皮の多発性基底細胞癌でよく用いられる。臨床試験によりフルオロウラシルとフォリン酸（ロイコボリン）の併用がフルオロウラシル単独よりも効果が高いことが明らかになり、それを応用した大腸癌のレジメがFOLFOXである。FOLはフォリン酸（LV、ロイコボリン）、Fはフルオロウラシル、OXはオキサリプラチン（L-OHP、エルプラット）である。有名な方法としてはFOLFOX4とそれの投与方法を簡略化したFOLFOX6がある。FOLFOX6でオキサリプラチンの代わりにイリノテカン（CPT-11、カンプト）を用いるようにしたのがFOLFIRIである。欧米では中心静脈リザーバーを用いて外来治療で行うのが通常だが、日本では入院して行う。日本では承認の問題でフォリン酸 (LV) の代わりにレボホリナート（l-LV、アイソボリン）という光学異性体を用いる。近年はVEGFに対するモノクローナル抗体であるベバシツマブ（アバスチン）を併用することもある。フルシトシンは真菌内でフルオロウラシルに変換され、動物内で変換されないことから抗真菌薬として用いられることがあるが、耐性化しやすく単剤で使われることはまれである。髄液移行性が良く、アムホテリシンB（ファンギゾン）とシナジーがあるため、クリプトコッカス髄膜炎では併用することはある。

#### プリン代謝阻害薬
IMPDH阻害薬
6-メルカプトプリン（6-MP、ロイケリン）とそのプロドラッグであるアザチオプリン（AZA、イムラン）が知られている。6-メルカプトプリンはAPLの維持療法やALLの強化療法、維持療法で用いることがある。アロプリノールとの併用で作用、副作用とも増加することが有名である。免疫抑制薬としての適応も有名である。特にアザチオプリン自己免疫性疾患ではよく使われる。
アデノシンデアミナーゼ (ADA) 阻害薬
ペントスタチン（コホリン）が知られている。ATLや有毛細胞白血病で用いられることがある。

#### リボヌクレオチドレダクターゼ阻害薬
ヒドロキシウレア（HU、ハイドレア）がこれに含まれる。ヌクレオチドをデオキシヌクレオチドとする反応を阻害する。鎌状赤血球や頭頸部腫瘍、骨髄増殖性疾患で適応がある。放射線増感薬（特に頭頸部癌）として用いられることがある。二次性白血病の原因となるともされている。

#### ヌクレオチドアナログ
プリンアナログ
チオグアニン、リン酸フルダラビン（F-Ara-A、フルダラ）、クラドリビン（2-CdA、ロイスタチン）が含まれる。リン酸フルダラビンはCLLやFLに効果があるとされている。しかし日本においてはFLに対して適応がなく、クラドリビンが用いられる。
ピリミジンアナログ
シタラビン（Ara-C、キロサイド）やゲムシタビン（GEM、ジェムザール）が含まれる。シタラビンはAMLの寛解導入や維持に用いられ、シクロホスファミドとシナジーを形成する。またシタラビンもBBBを通過するので、中枢神経DLBCLで用いることがある。ゲムシタビンは膵臓癌の治療で用いられる。

#### その他の代謝拮抗薬
L-アスパラギナーゼ
血中のL-アスパラギンを分解することにより、アスパラギン要求性の腫瘍細胞を栄養欠乏状態とする。急性白血病や悪性リンパ腫で用いられる。凝固異常や急性膵炎を起こすことがあるので、採血にてモニタリングが必要である。Amyおよび凝固系のモニタリングを行いATIII＞70となるようにする。

### トポイソメラーゼ阻害薬
I型トポイソメラーゼは1本鎖DNAのらせん制御、II型トポイソメラーゼは2本鎖DNAのらせん制御をすると考えられており、作用が複雑で多目的な働きをするII型トポイソメラーゼを阻害したほうが効果があると考えられている。
- カンプトテシンとその誘導体（I型トポイソメラーゼを阻害する）
  - イリノテカン（CPT-11、カンプト）
  - ノギテカン（NGT ハイカムチン）

用量規定因子は消化器毒性と骨髄抑制である。特に下痢は致死的になることもある。FOLFIRIでは止痢剤としてロペミンを併用することがしばしばある。骨髄抑制も非常に強い。
アントラサイクリン系
アントラサイクリン系はDNA構造を直接破壊する。化学療法で最も細胞障害性が高いもののひとつであると考えている。ドキソルビシン（DER、ADR、アドリアシン）が含まれる。DNA内へ挿入（インターカレーション）することによって、II型トポイソメラーゼ阻害を行う。心筋内でフリーラジカル産出を促し、心筋細胞膜を破壊、鬱血性心不全を招くことが有名である。DXR投与中は100mg/m2ごとに心電図、200mg/m2ごとに心エコーを実施し、心毒性をチェックする。
エピポドフィロトキシン系
アントラサイクリン系と同様に、II型トポイソメラーゼ阻害を行う。エトポシド（VP-16、ETP、ラステッド、ベプシド）が含まれる。一般にシスプラチンといったアルキル化薬とII型トポイソメラーゼ阻害薬を併用すると、シナジーを得る。理由は、傷害されたDNAを修復するにはトポイソメラーゼの作用が必要（ポリメラーゼとの相互作用のため）なのだが、そこまでブロックされるとアポトーシスされやすいということである。
キノロン系薬物
レボフロキサシン（クラビット）やシプロフロキサシン（シプロキサン）などが含まれる。原核細胞のII型トポイソメラーゼ（これをDNAジャイレースという）とIV型トポイソメラーゼを阻害し、細菌を傷害する。一応はグラム陽性菌にはIV型トポイソメラーゼ、グラム陰性菌にはII型トポイソメラーゼ阻害が効いていると考えられている。AUCに比例して効果を示す抗菌薬なので、1日1回投与のほうが効果的である。

### 微小管重合阻害薬
ビンカアルカロイド系
これらの抗がん性アルカロイドは植物より産生され、微小管の形成を抑止することで細胞分裂を妨害する。これらは微小管の重合を阻害する。ビンブラスチン（VLB、ビンブラスチン、エクザール）やビンクリスチン（VCR、オンコビン）、ビンデシン（VDS、フォルデシン）が含まれる。ビンブラスチンの用量規定因子は骨髄抑制である。ただし、悪心、嘔吐といった消化器症状もしばしば出る。ビンクリスチンは悪性リンパ腫や小児白血病でよく用いられる薬だが、こちらの用量規定因子は末梢ニューロパチーである。末梢神経の微小管の障害によって起こるとされている（軸索輸送など）。骨髄抑制はビンブラスチンより軽度であるが、末梢ニューロパチーはよく起こる。特に麻痺性イレウス、便秘は必発である。
コルヒチン
痛風の予兆の際に用いる薬だが、その作用機序は不明である。微小管重合を阻害することは分かっている。

### 微小管脱重合阻害薬
タキサン系
パクリタキセル（PTX、TAX、タキソール）やドセタキセル（DTX、TXT、タキソテール）が含まれる。微小管が重合した状態でより安定にすることで、細胞の有糸分裂を停止させ、アポトーシスへ導く。パクリタキセルの用量規定因子は末梢ニューロパチーであり、溶剤によるアレルギー反応が多く、デキサメサゾンや抗ヒスタミン薬で予防可能である。ドセタキセルはパクリタキセルよりニューロパチーは起こしにくいが、強い骨髄抑制と体液貯留が起こる。用量規定因子は骨髄抑制である。

### 抗腫瘍性抗生物質
1953年に梅沢浜夫が発見したザルコマイシンが最初の抗がん性抗生物質 (antitumour antibiotic) であり、DNAポリメラーゼを阻害する。いろいろ異なる種類があるが、主に2つの方法で細胞分裂を阻止する。
1. DNAに結合して分離できないようにする。
2. 酵素を抑止してRNA合成を阻害する。

マイトマイシンC、アントラサイクリン系のドキソルビシン、エピルビシン、ダウノルビシン、その他ブレオマイシンなどがある。ブレオマイシンの用量規定因子は肺であり、肺線維症を引き起こす。マイトマイシンCとブレオマイシンがアルキル化剤として考えられている。

### 分子標的薬
「がん細胞の、増殖、浸潤、転移に関わる分子を標的にして、その分子を阻害することにより、がんの治療を行う」とされる薬。「正常細胞へのダメージを少なくしてがん細胞だけを攻撃すること」を目指す。分子標的治療薬には小（低）分子化合物 (small molecule) とモノクローナル抗体がある。分子標的薬の一般名の付け方として、モノクローナル抗体の語尾をマブ (mab)、小分子薬の語尾をイブ（ib＝阻害薬）と名付ける。また、マブ (mab) の前にxiがつけば、異なった遺伝子型混在のキメラ抗体となる。
低分子化合物の抗がん剤には、キナーゼ阻害薬（イマチニブなど）やmTOR阻害薬（エベロリムスなど）、プロテアソーム阻害薬などがある。

### 内分泌療法
いくつかの悪性腫瘍はホルモン療法に反応する。
- ステロイド（よく使われるのはデキサメサゾン (dexamethasone)）は、（脳腫瘍において）腫瘍の増殖と腫瘍関連した脳浮腫を防止する。
- 前立腺癌はフィナステリド (w:finasteride) に感受性がある。フィナステリドは、テストステロンを5α-ヒドロキシテストステロン（男性ホルモンの活性本体）へ代謝する5α-還元酵素を阻害する薬剤である。ただし、耐性を生じることがある。
- 乳癌はしばしばエストロゲンやプロゲステロン受容体陽性であり、同ホルモンの生成阻害（アロマターゼ阻害剤 aromatase inhibitors）やホルモン作用の拮抗薬（タモキシフェン (tamoxifen)）が補助療法として利用される。

他にもホルモン感受性腫瘍が存在するが、作用機序は不明である。

## 問題点とその対応
抗がん剤にはいくつかの問題点があげられている。化学療法 (悪性腫瘍)の「副作用」「支持療法」「日本における抗がん剤」「癌の長期管理」の項も参照。
治療方針に対する意思決定支援体制の不足
2007年に施行された『がん対策基本法』の基本理念に則り「がん患者の置かれている状況に応じ、本人の意向を十分尊重してがんの治療方法等が選択されるようがん医療を提供する体制の整備がなされること」が医療機関には求められている。しかし、患者の求めるQOL、信条、置かれている環境は千差万別であり患者毎に十分な説明を行い患者と家族が理解した上で治療方針が決定される必要があるが、医療者側が提供しているものが不十分との指摘もある。
医療費
分子標的治療薬や免疫チェックポイント阻害剤は高価になりがちであり、患者や健康保険財政への負担が大きい。日本の薬価改定が「2年に1度」から「毎年」へ切り替えられた背景の一つに、一部の抗がん剤を含めた高額な新薬の増加がある。
副作用
様々な副作用があるが代表的な副作用として、吐き気（嘔吐）、脱毛、免疫力低下による感染症発症、食欲不振、便秘など。嘔吐に対しては2010年に日本癌治療学会から「制吐薬適正使用ガイドライン」が発表され嘔吐は制御可能な状態になりつつあるが、依然としてがん患者の悪心・嘔吐の発現率はそれぞれ31%、20%と高率に発現することが報告されている。血液中の白血球が減少しすぎて死亡する例もある。患者の生活の質の低下を軽減するための治療やケアが重要となる。
化学療法後の認知障害
日本ではあまり知られていないが、抗がん剤による治療の後に「ケモブレイン」と呼ばれる認知障害が頻発する。記憶力や集中力、作業能力の低下が主な症状である。特に、ドキソルビシンおよびシクロフォスファミドによる治療の前に不安がなかった患者において認知障害の発症リスクが有意に高いことが報告されている。
食生活との相互作用
城西大学は企業2社（ジャパンモード、ミツイワ）と共同で、抗がん剤と食事の相互作用について情報提供する「AIHS（アイヘス）」システムを構築した。